# Caenota simulans
Caenota simulans is een schietmot uit de familie Calocidae. De soort komt voor in het Australaziatisch gebied.